# グランド・アーミー・プラザ駅
グランド・アーミー・プラザ駅（英: Grand Army Plaza）はニューヨーク市地下鉄IRTイースタン・パークウェイ線の駅である。ブルックリン区パーク・スロープのフラットブッシュ・アベニューとセントジョンズ・プレイス、プラザ・ストリートの交差点に位置し、2系統が終日、3系統が深夜を除く終日、4系統が深夜帯のみ停車する。

## 歴史
1920年10月10日、駅はIRTイースタン・パークウェイ線アトランティック・アベニュー-バークレイズ・センター駅 - フランクリン・アベニュー駅間でバーゲン・ストリート駅とイースタン・パークウェイ-ブルックリン美術館駅と共に開業した。
1964年から1965年にかけてホーム有効長を1両あたり51フィート（15メートル）のIRT車10両編成に対応するために525フィート（160メートル）に延長した。

## 駅構造
| G  | 地上階                       | 出入口 |
| B1 | 改札階                       | 改札口、駅員詰所、メトロカード自動券売機 |
| B2 | 北行緩行線                   | ← ウェイクフィールド-241丁目駅行き（バーゲン・ストリート駅） ← ハーレム-148丁目駅行き（バーゲン・ストリート駅） ← 深夜帯：ウッドローン駅行き（バーゲン・ストリート駅）                                       |
| B2 | 島式ホーム、左側の扉が開く。 | |
| B2 | 南行緩行線                   | → フラットブッシュ・アベニュー-ブルックリン・カレッジ駅行き（ブルックリン美術館駅）→ ニューロッツ・アベニュー駅行き（ブルックリン美術館駅）→ 深夜帯：ニューロッツ・アベニュー駅行き（ブルックリン美術館駅）→ |
| B3 | 北行急行線                   | ← 深夜帯以外：通過 ← 平日：通過 |
| B3 | ブライトン線 北行            | ← 通過 |
| B3 | ブライトン線 南行            | → 通過 → |
| B3 | 南行急行線                   | → 深夜帯以外：通過 → → 平日：通過 → |

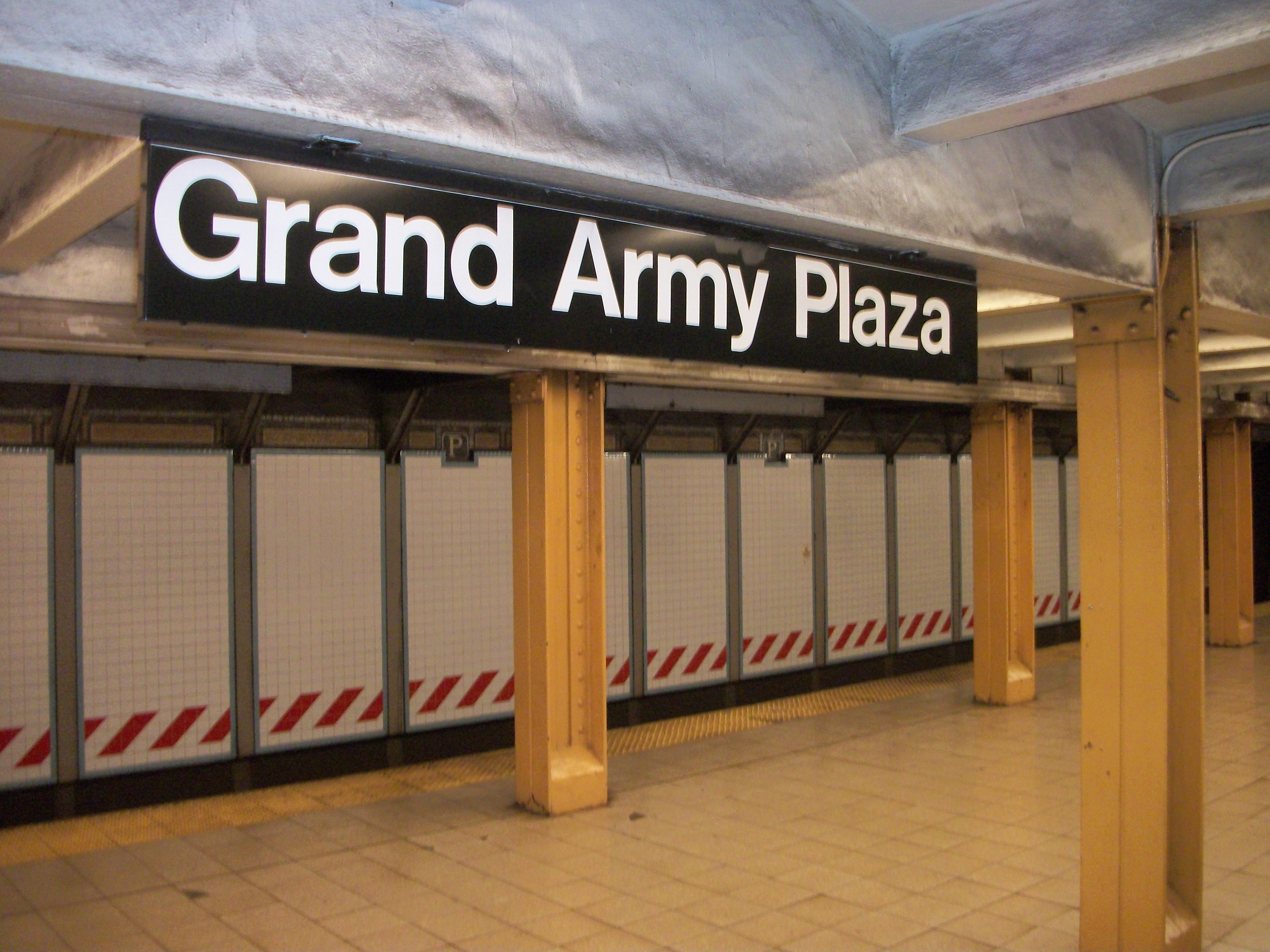
駅ホーム

駅は島式ホーム1面と緩行線2線を有した1面2線の地下駅で、ホーム下にはイースタン・パークウェイ線南北急行線とBMTブライトン線南北線が走っている。
駅ホームには"P"とモザイクを用いて書かれたカルトゥーシュがあり、改札階には1995年にジェーン・グリーンゴールドにより製作されたアートワーク『Wings for the IRT: The Irresistible Romance of Travel』が設置されている。これはインターボロー・ラピッド・トランジットのロゴを模したもので、その両脇には駅上にある広場の『Soldiers' and Sailors' Arch』をイメージしたものが配置されている。

### 出入口
駅には以下の4箇所の出入口があり、全てが階段である。
- 階段2つ、フラットブッシュ・アベニューとセントジョンズ・プレイス、プラザ・ストリートの交差点北東
- 階段1つ、フラットブッシュ・アベニューとセントジョンズ・プレイス、プラザ・ストリートの交差点南東
- 階段1つ、フラットブッシュ・アベニューとセントジョンズ・プレイス、プラザ・ストリートの交差点南西